# Angels Pesaro 2019
Questa voce raccoglie le informazioni riguardanti gli Angels Pesaro nelle competizioni ufficiali della stagione 2019.

## Campionato Italiano Football a 9 FIDAF 2019

### Stagione regolare
| Pesaro 17 febbraio 2019, ore 14:30 | Angels Pesaro | 27 – 33 (d.t.s.) (7-7 6-7 14-7 0-6 0-6) referto | Chiefs Ravenna | Campo Sportivo (300 spett.)\| Arbitro: \| S. Bernini \| |
| Arbitro:                           | S. Bernini    |                                                 |                |                                                         |

| Volania 2 marzo 2019, ore 20:30 | Buccaneers Comacchio | 6 – 55 (0-14 0-27 0-7 6-7) referto | Angels Pesaro | Buccaneers Arena (30 spett.)\| Arbitro: \| B. Jovanovic \| |
| Arbitro:                        | B. Jovanovic         |                                    |               |                                                            |

| Pesaro 24 marzo 2019, ore 14:30 | Angels Pesaro | 45 – 6 (14-0 6-0 13-0 12-6) referto | Broncos-Titans Romagna | Campo Sportivo (300 spett.)\| Arbitro: \| G. Virone \| |
| Arbitro:                        | G. Virone     |                                     |                        |                                                        |

| Marina di Ravenna 30 marzo 2019, ore 20:30 | Chiefs Ravenna  | 10 – 7 (7-0 0-0 0-0 3-7) referto | Angels Pesaro | Campo Comunale (350 spett.)\| Arbitro: \| G. Sabbatinelli \| |
| Arbitro:                                   | G. Sabbatinelli |                                  |               |                                                              |

| San Martino in Strada 5 maggio 2019, ore 16:00 | Broncos-Titans Romagna | 13 – 38 (0-14 7-14 0-7 6-3) referto | Angels Pesaro | Campo Sportivo G. Casadei (30 spett.)\| Arbitro: \| S. Bernini \| |
| Arbitro:                                       | S. Bernini             |                                     |               |                                                                   |

| Pesaro 12 maggio 2019, ore 15:00 | Angels Pesaro | 54 – 0 (7-0 27-0 8-0 12-0) referto | Buccaneers Comacchio | Campo Sportivo (30 spett.)\| Arbitro: \| B. Jovanovic \| |
| Arbitro:                         | B. Jovanovic  |                                    |                      |                                                          |

### Playoff
| Pesaro 2 giugno 2019, ore 15:00 | Angels Pesaro   | 39 – 36 (0-7 13-14 13-15 13-0) referto | Ravens Imola | Campo Sportivo (150 spett.)\| Arbitro: \| G. Sabbatinelli \| |
| Arbitro:                        | G. Sabbatinelli |                                        |              |                                                              |

| Barletta 8 giugno 2019, ore 20:30 | Mad Bulls Barletta | 33 – 29 (12-2 0-13 7-0 14-14) referto | Angels Pesaro | C.S. Manzi-Chiapulin (180 spett.) |

## Statistiche di squadra
| Competizione | %Vittorie | In casa | In casa | In casa | In casa | In casa | In casa | In trasferta | In trasferta | In trasferta | In trasferta | In trasferta | In trasferta | Totale | Totale | Totale | Totale | Totale | Totale |
| Competizione | %Vittorie | G       | V       | N       | P       | Pf      | Ps      | G            | V            | N            | P            | Pf           | Ps           | G      | V      | N      | P      | Pf     | Ps     |
| ------------ | --------- | ------- | ------- | ------- | ------- | ------- | ------- | ------------ | ------------ | ------------ | ------------ | ------------ | ------------ | ------ | ------ | ------ | ------ | ------ | ------ |
| Campionato   | .667      | 3       | 2       | 0       | 1       | 126     | 39      | 3            | 2            | 0            | 1            | 100          | 29           | 6      | 4      | 0      | 2      | 226    | 68     |
| Playoff      | .500      | 1       | 1       | 0       | 0       | 39      | 36      | 1            | 0            | 0            | 1            | 29           | 33           | 2      | 1      | 0      | 1      | 68     | 69     |
| Totale       | .625      | 4       | 3       | 0       | 1       | 165     | 75      | 4            | 2            | 0            | 2            | 129          | 62           | 8      | 5      | 0      | 3      | 294    | 137    |

## Statistiche personali

### Marcatori
| Giocatore    | Ruolo | TD rush | TD recv | TD int | TD p.ret | TD k.ret | TD oth | Xp1  | Xp2 | FG  | Saf | Totale |
| ------------ | ----- | ------- | ------- | ------ | -------- | -------- | ------ | ---- | --- | --- | --- | ------ |
| G. Frazzetto |       | 1+0     | 7+6     | 1+0    | 2+0      | 2+0      | 0+0    | 0+0  | 1+0 | 0+0 | 0+0 | 116    |
| A. Bianchini |       | 1       | 6+2     | 0      | 0        | 0        | 0      | 0    | 0   | 0   | 0   | 54     |
| T. Maltoni   |       | 5       | 0       | 0      | 0        | 1        | 0      | 0    | 0   | 0   | 0   | 36     |
| S. Carlini   |       | 0+0     | 0+0     | 0+0    | 0+0      | 0+0      | 0+0    | 21+4 | 0+0 | 0+0 | 0+0 | 25     |
| A. Angeloni  |       | 2+1     | 0+0     | 0+0    | 0+0      | 0+0      | 0+0    | 0+0  | 0+1 | 0+0 | 0+0 | 20     |
| N. Khalafa   |       | 0+0     | 2+1     | 0+0    | 0+0      | 0+0      | 0+0    | 0+0  | 0+0 | 0+0 | 0+0 | 18     |
| M. Scola     |       | 2       | 0       | 0      | 0        | 0        | 0      | 0    | 0   | 0   | 0   | 12     |
| M. Gagliardi |       | 0       | 1       | 0      | 0        | 0        | 0      | 0    | 0   | 0   | 0   | 6      |
| D. Zepponi   |       | 0       | 0       | 0      | 0        | 0        | 0      | 2    | 0   | 1   | 0   | 5      |
| F. Piermaria |       | 0+0     | 0+0     | 0+0    | 0+0      | 0+0      | 0+0    | 0+0  | 0+0 | 0+0 | 0+1 | 2      |

### Passer rating
| Giocatore    | G   | Att   | Comp  | Int | Yds     | TD   | NFL    | NCAA   |
| ------------ | --- | ----- | ----- | --- | ------- | ---- | ------ | ------ |
| A. Angeloni  | 6+2 | 92+58 | 50+36 | 1+2 | 885+472 | 14+9 | 118,81 | 179,93 |
| G. Frazzetto | 1   | 8     | 3     | 0   | 31      | 1    | 89,06  | 111,30 |
| M. Scola     | 1   | 1     | 1     | 0   | 1       | 1    | 118,75 | 438,40 |